# Marit Myrmæl
Marit Myrmæl, född den 20 januari 1954, är en norsk före detta längdåkare som tävlade under 1970 och 1980-talet. Myrmæl var med i det norska stafettlag som vann olympiskt brons vid OS 1984. Marit Myrmæl blev norsk mästare på 5 km 1976, på 10 km 1979 och på 20 km 1977 och 1979.
Marit Myrmæl er mor till längdskidåkaren Daniel Myrmæl Helgestad.